# 丢勒自画像 (1500年)
丢勒《自画像》（或《二十八岁的自画像》）是德国画家 阿尔布雷希特·丢勒的一幅板面油画，绘制于1500 年初，29 岁生日之前。这是是他三幅著名自画像中的最后一幅，也是他自画像中最具个性、最具标志性和最复杂的一幅 。现藏于慕尼黑老绘画陈列馆。